# HMS Ledbury (L90)
«Ледбарі» (L90) (англ. HMS Ledbury (L90) — військовий корабель, ескортний міноносець типу «Хант» «II» підтипу Королівського військово-морського флоту Великої Британії за часів Другої світової війни.
«Ледбарі» закладений 24 січня 1940 року на верфі компанії John I. Thornycroft & Company, у Саутгемптоні. 11 лютого 1942 року увійшов до складу Королівських ВМС Великої Британії.

## Бойовий шлях

### 1943
У травні 1943 року Королівський флот відібрав «Ледбарі» для участі в операції «Хаскі», вторгненні союзників на Сицилію, запланованому на липень 1943 року. 21 червня 1943 року він приєднався до легкого крейсера «Уганда», есмінців «Віцерой», «Воллес», «Візерінгтон» і «Вулстон» та ескортних есмінців «Ерроу», «Бланкні», «Брекон», «Блінкатра», «Гемблдон», «Бріссенден» і «Мендіп», які супроводжували військовий конвой WS 31/KMF 17 на ділянці переходу між Клайдом і Гібралтаром. 26 червня 1943 року конвої розділилися, і есмінці «Амазон», «Бульдог» і «Фоксхаунд», що базувалися в Гібралтарі, та ескортний міноносець «Блекмор» взяли на себе супроводження конвою WS 31, який продовжив свій шлях до Фрітауна, Сьєрра-Леоне, на шляху до Близького Сходу, в той час як головні сили попрямували до Гібралтару в супроводі KMF 17, прибувши туди 28 червня 1943 року.